# روبرت لورين فلمنج
روبرت لورين فلمنج (بالإنجليزية: Robert Loren Fleming)‏ هو مؤلف أمريكي، ولد في 5 نوفمبر 1956 في الولايات المتحدة.

## وصلات خارجية
- روبرت لورين فلمنج على موقع IMDb (الإنجليزية)
- روبرت لورين فلمنج على موقع قاعدة بيانات الفيلم (الإنجليزية)